# 巴彥濟爾噶勒
巴彥濟爾噶勒（？—？），蒙古族，喀尔喀蒙古札萨克图汗部中左翼右旗人，末任札萨克图汗部中左翼右旗札萨克辅国公。

## 生平
光绪五年，巴彥濟爾噶勒袭爵。光绪二十四年（1898年），札萨克图汗兼郡王多尔济帕拉玛因病出缺，以巴彦济尔噶勒补放。
宣统三年四月二十九日，巴彥濟爾噶勒派充清朝资政院欽選议员。

## 家庭
- 先祖：齐巴克扎布，乾隆二十一年（1756年）为追捕辉特部叛逃之人而阵亡，追封辅国公，诏世袭罔替。[2]